# Eudiplister planulus
Eudiplister planulus är en skalbaggsart som först beskrevs av Édouard Ménétries 1848.  Eudiplister planulus ingår i släktet Eudiplister och familjen stumpbaggar. Inga underarter finns listade i Catalogue of Life.